# Boiga bengkuluensis
Boiga bengkuluensis là một loài rắn trong họ Rắn nước. Loài này được Orlov mô tả khoa học đầu tiên năm 2003.